# تدافع مهرجان أستروورلد
تدافع مهرجان أستروورلد هو حادث تدافع وقع في يوم 5 نوفمبر 2021 خلال الليلة الأولى لمهرجان أستروورلد وهو حدث موسيقي يقام في هيوستن،تكساس،الولايات المتحدة ويديره مغني الراب الأمريكي ترافيس سكوت، توفى ما لا يقل عن ثمانية أشخاص ، ولا تزال أسباب الوفاة قيد التحقيق. تم نقل 25 آخرين إلى المستشفى وتم علاج أكثر من 300 شخص من الإصابات في المستشفى الميداني للمهرجان.